# Roca Chica
Roca Chica es una localidad argentina ubicada en el departamento San Ignacio de la Provincia de Misiones. Depende administrativamente del municipio de Gobernador Roca, de cuyo centro urbano dista unos 7 km.
La localidad se desarrolla a lo largo de la Ruta Provincial 6, que la vincula al norte con Gobernador Roca y al este con Campo Viera.
Cuenta con un destacamento policial y un centro de salud.